# Pacific Nations Cup 2025
La Pacific Nations Cup 2025 es la decimoctava edición del torneo internacional de selecciones de rugby que organiza la World Rugby.
El torneo forma parte de la clasificación a la Copa Mundial de Rugby de 2027, la región del pacifico cuenta con tres cupos directos a la Copa Mundial de Rugby de 2027 (excluyendo a Fiyi y Japón que ya se encuentran clasificados) y un cupo al playoff Sudamérica-Pacífico.

## Equipos participantes
- Selección de rugby de Canadá
- Selección de rugby de Estados Unidos
- Selección de rugby de Fiyi
- Selección de rugby de Japón
- Selección de rugby de Samoa
- Selección de rugby de Tonga

## Fase de grupos
|  | Semifinalistas                           |
|  | Avanza a la definición del quinto puesto |

### Grupo A
| Pos. | Equipo | Encuentros | Encuentros | Encuentros | Encuentros | Tantos  | Tantos    | Tantos     | Puntos bonus | Puntos totales |
| Pos. | Equipo | jugados    | ganados    | empatados  | perdidos   | a favor | en contra | diferencia | Puntos bonus | Puntos totales |
| ---- | ------ | ---------- | ---------- | ---------- | ---------- | ------- | --------- | ---------- | ------------ | -------------- |
| 1    | Fiyi   |            |            |            |            |         |           |            |              | 0              |
| 2    | Samoa  |            |            |            |            |         |           |            |              | 0              |
| 3    | Tonga  |            |            |            |            |         |           |            |              | 0              |

| 23 de agosto de 2025 | Tonga | vs. | Samoa |  |  |

| 30 de agosto de 2025 | Fiyi | vs. | Tonga |  |  |

| 6 de septiembre de 2025 | Samoa | vs. | Fiyi |  |  |

### Grupo B
| Pos. | Equipo         | Encuentros | Encuentros | Encuentros | Encuentros | Tantos  | Tantos    | Tantos     | Puntos bonus | Puntos totales |
| Pos. | Equipo         | jugados    | ganados    | empatados  | perdidos   | a favor | en contra | diferencia | Puntos bonus | Puntos totales |
| ---- | -------------- | ---------- | ---------- | ---------- | ---------- | ------- | --------- | ---------- | ------------ | -------------- |
| 1    | Canadá         |            |            |            |            |         |           |            |              | 0              |
| 2    | Estados Unidos |            |            |            |            |         |           |            |              | 0              |
| 3    | Japón          |            |            |            |            |         |           |            |              | 0              |

| 22 de agosto de 2025 | Canadá | vs. | Estados Unidos |  |  |

| 30 de agosto de 2025 | Japón | vs. | Canadá |  |  |

| 6 de septiembre de 2025 | Estados Unidos | vs. | Japón |  |  |

## Fase final

### Quinto puesto
| 14 de septiembre de 2025 | Tercer puesto Grupo A | vs. | Tercer puesto Grupo B |  |  |

### Semifinales
| 14 de septiembre de 2025 | Primer puesto Grupo A | vs. | Segundo puesto Grupo B |  |  |

| 14 de septiembre de 2025 | Primer puesto Grupo B | vs. | Segundo puesto Grupo A |  |  |

### Tercer puesto
| 20 de septiembre de 2025 | Perdedor Semifinal 1 | vs. | Perdedor Semifinal 2 |  |  |

### Final
| 20 de septiembre de 2025 | Ganador Semifinal 1 | vs. | Ganador Semifinal 2 |  |  |